# Иныш (приток Зая)
Иныш — река в России, протекает по Татарстану. Приток реки Зай. Длина реки составляет 19 км, площадь водосборного бассейна 84,9 км². Приток — Развилы.

## Данные водного реестра
По данным государственного водного реестра России относится к Камскому бассейновому округу, водохозяйственный участок реки — Кама от Нижнекамского гидроузла и до устья, без реки Вятка, речной подбассейн реки — бассейны притоков Камы до впадения Белой. Речной бассейн реки — Кама